# Alfidia
Alfidia (nacida en el siglo I a. C.) fue la madre de la primera emperatriz de Roma, Livia Drusila, luego abuela del emperador Tiberio y del general Druso el Mayor. 
Suetonio la llamó erróneamente Aufidia, y se asumió durante siglos que este era su nombre, pero las inscripciones encontradas muestran que su verdadero nombre era el de Alfidia.

## Biografía
En algún momento se pensó que era hija del magistrado romano de origen itálico, Aufidio Lurcón, por el seguimiento del error de Suetonio y se la relacionaba con la gens Aufidia. En realidad, su nombre era Alfidia, un nomen que era bastante raro.
Se casó con el futuro pretor, Marco Livio Druso Claudiano, con quien tuvo, al menos, una hija, Livia Drusila (58 a. C.-29 d. C.). Su esposo también adoptó a Marco Livio Druso Libón, quien sería cónsul romano en 5 a. C. Su esposo sería pretor en 50 a. C. y se suicidaría en 42 a. C. Debido a las proscripciones dictadas por Octavio, se vio obligada a abandonar Roma, por lo que se trasladó primero a Sicilia, que estaba bajo el control de Sexto Pompeyo, y luego a Grecia. Regresó a Roma tras la amnistía decretada, y aquí asistió al divorcio de su hija Livia de su marido Tiberio Claudio Nerón, pretor en 42 a. C. y miembro de la gens Claudia, para casarse con Octavio, como su tercera esposa, y convertirse en la primera emperatriz romana. Alfidia sería la abuela materna del emperador romano Tiberio Claudio Nerón y del general romano Druso el Mayor. Los emperadores romanos Calígula, Claudio y Nerón fueron sus descendientes directos.

## Alfidia en la cultura de masas
Alfidia está presente en dos episodios de la serie de televisión de 2007, Roma, interpretada por Deborah Moore.